# Schietpartij in Fourmies

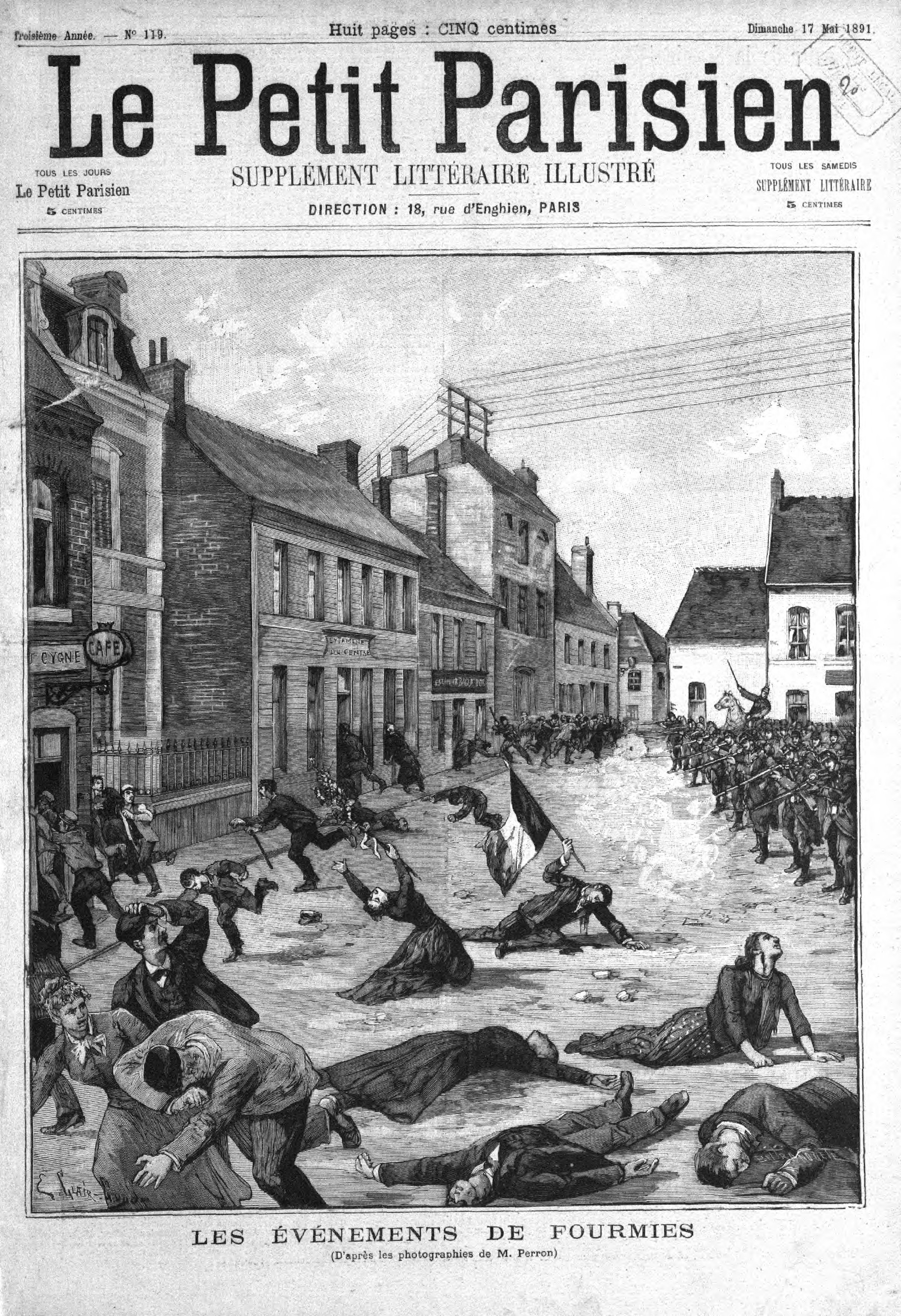
Weergave van de gebeurtenissen in Fourmies op de voorpagina van Le Petit Parisien van 17 mei 1891.

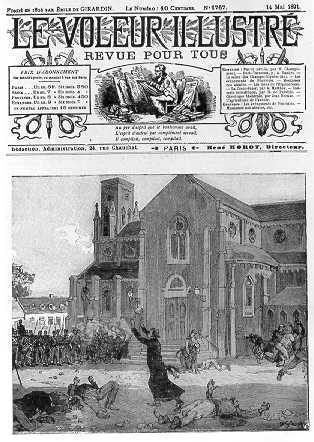
Weergave van de gebeurtenissen in Fourmies op de voorpagina van Le Voleur van 14 mei 1891.

De schietpartij in Fourmies vond plaats op 1 mei 1891 rond 18u30 in de Franse plaats Fourmies, in het Noorderdepartement, toen een manifestatie ter opeising van de achturige werkdag bloedig werd onderdrukt.

## Omschrijving

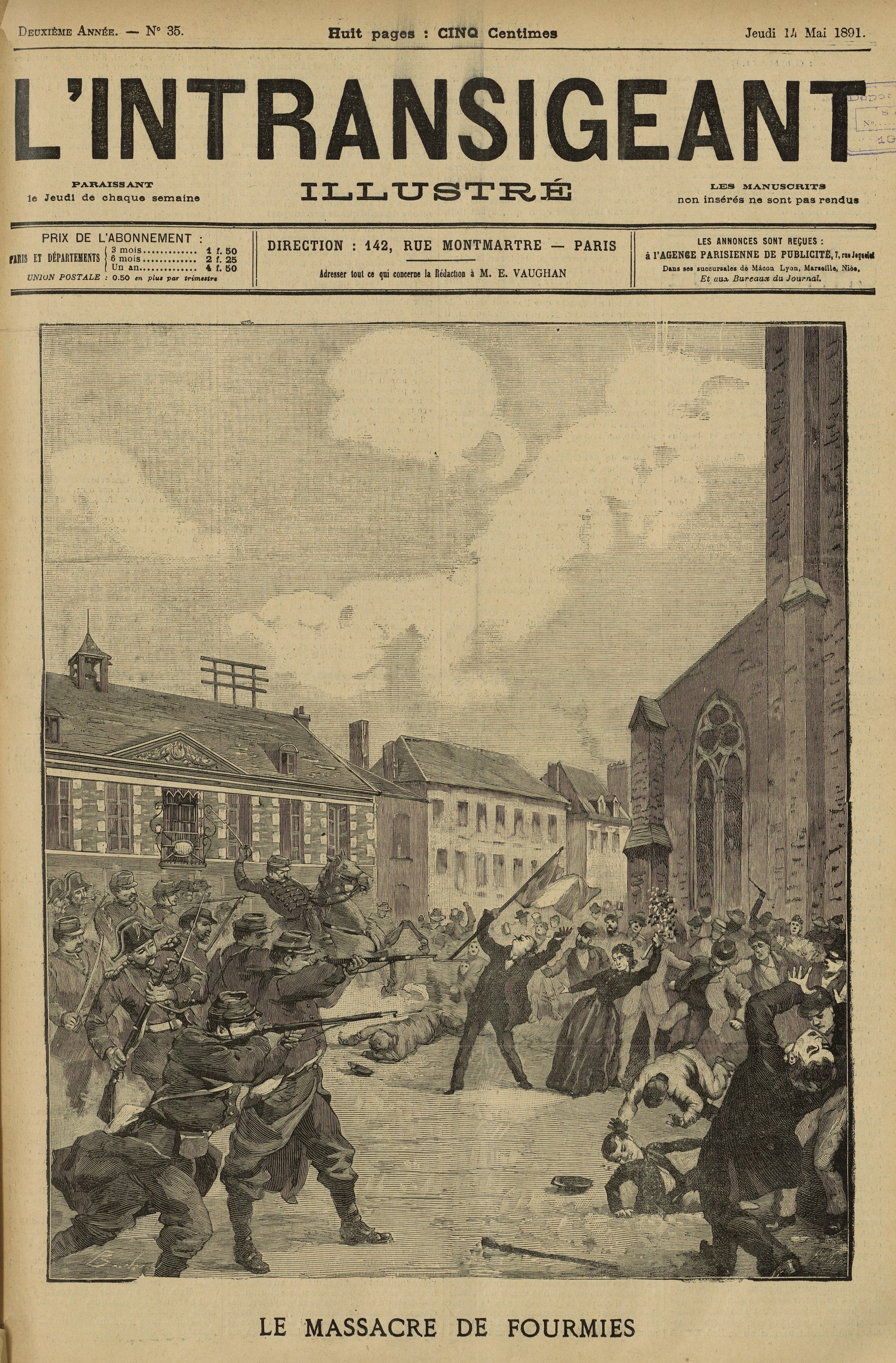
Weergave van de gebeurtenissen in Fourmies op de voorpagina van L'Intransigeant.

Bij de schietpartij vielen negen doden en 35 gewonden. Hoewel het optreden van de ordediensten in vraag werd gesteld, werden tevens negen manifestanten veroordeeld tot gevangenisstraffen tussen twee en vier maanden voor het belemmeren van de vrijheid van werk, smaad en geweld tegen de ordediensten en rebellie. Acht van de negen dodelijke slachtoffers waren tussen 11 en 20 jaar oud. Het oudste en negende slachtoffer was 30 jaar oud.
Na de schietpartij volgde er op 4, 5 en 8 mei 1891 een parlementair debat over de kwestie in de Chambre des députés. Onder meer Ernest Roche en Georges Clemenceau drukten hun steun uit voor de slachtoffers. Op 1 mei 1903 werd in Fourmies een monument opgericht ter nagedachtenis van de slachtoffers.